# Мутикасы
Мутикасы́ (чув. Мăттикасси) — деревня в Чебоксарском районе Чувашской Республики. Входит в состав Ишлейского сельского поселения.

## География
Находится в северной части Чувашии, почти на расстоянии приблизительно 19 км на запад по прямой от районного центра поселка Кугеси на левобережье реки Покшаушка.

## История
Известна с 1795 года как выселок деревни Ямбахтина (ныне Хачики) с 16 дворами. В 1859 году было 25 дворов, 136 жителей, в 1906 — 38 дворов, 198 жителей, в 1926 — 44 двора, 208 жителей, в 1939—202 жителя, в 1979 — 88. В 2002 году было 24 двора, в 2010 — 21 домохозяйство. В период коллективизации был образован колхоз «Боевик», в 2010 году действовало ОАО «Чурачикское».

## Население
Постоянное население составляло 64 человека (чуваши 98 %) в 2002 году, 75 в 2010.